# Beast Epic
| Совокупная оценка    | Совокупная оценка |
| Источник             | Оценка            |
| -------------------- | ----------------- |
| Metacritic           | 80/100            |
| Оценки критиков      |                   |
| Источник             | Оценка            |
| AllMusic             | [ 2 ]             |
| Clash                | [ 3 ]             |
| Consequence of Sound | B                 |
| The Guardian         | [ 5 ]             |
| Evening Standard     | [ 6 ]             |
| Pitchfork            | 7.5/10            |
| The Quietus          | [ 8 ]             |
| Rolling Stone        | [ 9 ]             |

Beast Epic — шестой студийный альбом американской инди-фолк-группы Iron & Wine, выпущенный 25 августа 2017 года на лейблах Black Cricket Recording Company и Sub Pop.
На 60-й церемонии Грэмми альбом был номинирован в категории Лучший американа-альбом.

## Отзывы
Альбом получил положительные отзывы музыкальных критиков.
После выхода Beast Epic получил положительные отзывы от музыкальных критиков. На сайте Metacritic, который присваивает нормализованный рейтинг из 100 баллов рецензиям основных критиков, альбом получил средний балл 80 на основе 24 рецензий, что означает «в целом благоприятные отзывы».
В рецензии для AllMusic Тим Сендра написал: «В целом, Beast Epic обладает лилейным изяществом и приятной простотой, которых не хватало последним альбомам Iron & Wine, и приятно слышать, как Бим снова работает в небольшом масштабе. Если бы он продолжил наращивать звучание до чего-то большего, это, вероятно, привело бы к краху или, по крайней мере, к пустоте в центре». Филипп Козорез также положительно отозвался об альбоме для Pitchfork, резюмировав, что «Сэм Бим делает Iron & Wine полный круг на своем шестом альбоме, используя теплый акустический инструментарий своих ранних работ и некоторые из самых трогательных песен за всю свою карьеру».
Бен Бомонт Томас, оценивший альбом на четыре звезды из пяти, также был положительным в своей оценке для The Guardian, заявив: «Несмотря на название, которое предполагает новое направление трэш-метала, шестой альбом Сэма Бима в составе Iron & Wine содержит еще больше романтических песен, написанных в стиле американа, и он уютнее, чем когда-либо». Шон Гатри также сделал похожие замечания в своей рецензии для The Quietus, написав, что «эта пластинка уютная, не угрожающая и успокаивающая, а значит, всем, кто ищет ярости и катарсиса, стоит от нее отказаться. Но для многих из тех, кто озабочен проблемами, волнующими Сэма Бима, — в первую очередь, мыслями о смертности и ошибочности — Beast Epic станет долгим, теплым, исцеляющим объятием».
Не все отзывы об альбоме были положительными. Ричард Годвин, писавший от имени The Evening Standard, особенно критично отозвался об альбоме. Он утверждал, что «мало что заставляет тратить на это время, когда можно слушать M Ward, Bonnie „Prince“ Billy или Bright Eyes, или любые другие звуки вселенной. В общем, это все равно что узнать, что в мире есть еще один микропивовар IPA».

## Список композиций
| №                   | Название                   | Длительность |
| ------------------- | -------------------------- | ------------ |
| 1.                  | «Claim Your Ghost»         | 2:24         |
| 2.                  | «Thomas County Law»        | 3:24         |
| 3.                  | «Bitter Truth»             | 3:02         |
| 4.                  | «Song in Stone»            | 3:21         |
| 5.                  | «Summer Clouds»            | 3:33         |
| 6.                  | «Call It Dreaming»         | 3:51         |
| 7.                  | «About a Bruise»           | 3:11         |
| 8.                  | «Last Night»               | 2:55         |
| 9.                  | «Right for Sky»            | 3:59         |
| 10.                 | «The Truest Stars We Know» | 2:52         |
| 11.                 | «Our Light Miles»          | 3:11         |
| Общая длительность: | Общая длительность:        | 35:43        |

## Чарты
| Чарт (2017)                            | Высшая позиция |
| -------------------------------------- | -------------- |
| Австралия (ARIA)                       | 83             |
| Бельгия/Фландрия (Ultratop)            | 58             |
| Бельгия/Валлония (Ultratop)            | 180            |
| Канада (Canadian Albums Chart)         | 77             |
| Нидерланды (Album Top 100)             | 93             |
| Ирландия (IRMA)                        | 95             |
| Шотландия (Scottish Albums Chart)      | 30             |
| Spanish Albums (PROMUSICAE)            | 70             |
| Великобритания (UK Albums Chart)       | 60             |
| США (Billboard 200)                    | 44             |
| США (Billboard Top Alternative Albums) | 5              |
| США (Billboard Top Rock Albums)        | 6              |